# Kopalnia Węgla Kamiennego „Wujek”
Kopalnia Węgla Kamiennego „Wujek” – kopalnia węgla kamiennego w Katowicach, nadana w 1842 roku i po uruchomieniu w 1899 roku prowadząca wydobycie w latach 1900–2021, położona na terenie Brynowa. Siedziba zakładu znajduje się przy ulicy W. Pola 65 w Katowicach, w granicach dzielnicy Załęska Hałda-Brynów część zachodnia. Stanowi ona Ruch „Wujek” Kopalni Węgla Kamiennego „Staszic-Wujek”.
Kopalnia „Oheim” w momencie powstania była największym tego typu zakładem na Górnym Śląsku. Od 1905 roku właścicielem kopalni były Zakłady Hohenloego. W 1922 roku przemianowano ją na „Wujek”. 16 grudnia 1981 roku doszło na terenie kopalni do pacyfikacji strajku, w wyniku którego zginęło 9 górników. 1 stycznia 2021 roku połączono ją z kopalnią „Murcki-Staszic”, powołując Kopalnię Węgla Kamiennego „Staszic-Wujek”.

## Historia

### Lata 1842–1922
Początki kopalni „Wujek” (pierwotnie „Oheim”) w Brynowie (późniejsza część Katowic) sięgają lat 30. XIX wieku. 10 sierpnia 1837 roku został złożony wniosek o nadanie pola górniczego dla kopalni „Oheim”, które zostało nadane 28 kwietnia 1842 roku i zatwierdzone 25 maja tego samego roku. Pole należało początkowo do Alberta von Salawy i Franza von Wincklera. W 1851 roku udziały pierwszego z nich kupili Eduard i Gustav Kramstowie, a w 1884 roku przeszły one na własność Gwarectwa von Kramsta. Na polu górniczym „Oheim” przez dłuższy czas nie uruchamiano zakładu.

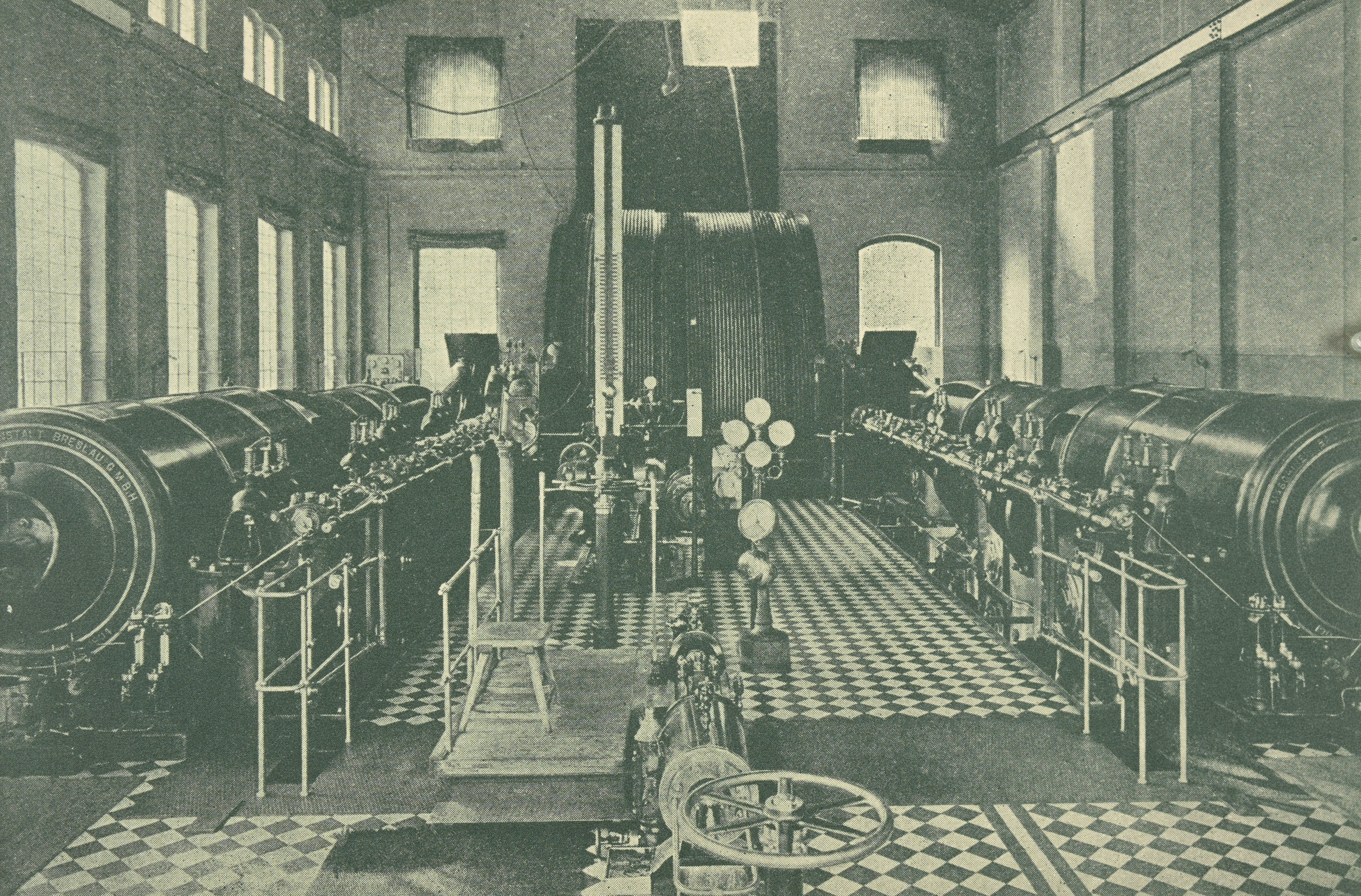
Parowa maszyna wyciągowa przy szybie „Lechia” (pierwotnie „Hohenlohe”) z 1904 roku

W 1895 roku powołano Gwarectwo Oheim, w którym większość udziałów należała do księcia zu Hohenlohe-Öhringen. 2 sierpnia 1897 roku Franz Hubert von Tiele-Winckler odstąpił księciu zu Hohenlohe-Öhringen zakłady górnicze węgla kamiennego, udziały w zakładach i prawa do nadań górniczych. Nowy właściciel polecił, by przystąpić do opracowania planu pierwszych urządzeń, szybów poszukiwawczych, szybów wydobywczych oraz budynków dla prowizorycznych wież wyciągowych.
Pierwsze prace projektowe kopalni rozpoczęto jeszcze w 1897 rok, a na stanowisko kierownika ruchu nowej kopalni powołano Maksymiliana Adolpha, sztygara kopalni „Hohenlohe” w Wełnowcu (obecnie część Katowic). Kopalnia została uruchomiona w 1899 roku, a pierwszych pracowników przyjęto do pracy 1 października tego samego roku. Również w październiku przystąpiono do drążenia pierwszego szybu, któremu nadano nazwę „Hohenlohe” (późniejsza „Lechia”), a nieco później rozpoczęto drążenie szybu „Kramsta” (późniejszy „Krakus”). Jeszcze w tym samym roku na własność Gwarectwa Oheim przeszła kopalnia „Beate” („Beata”).

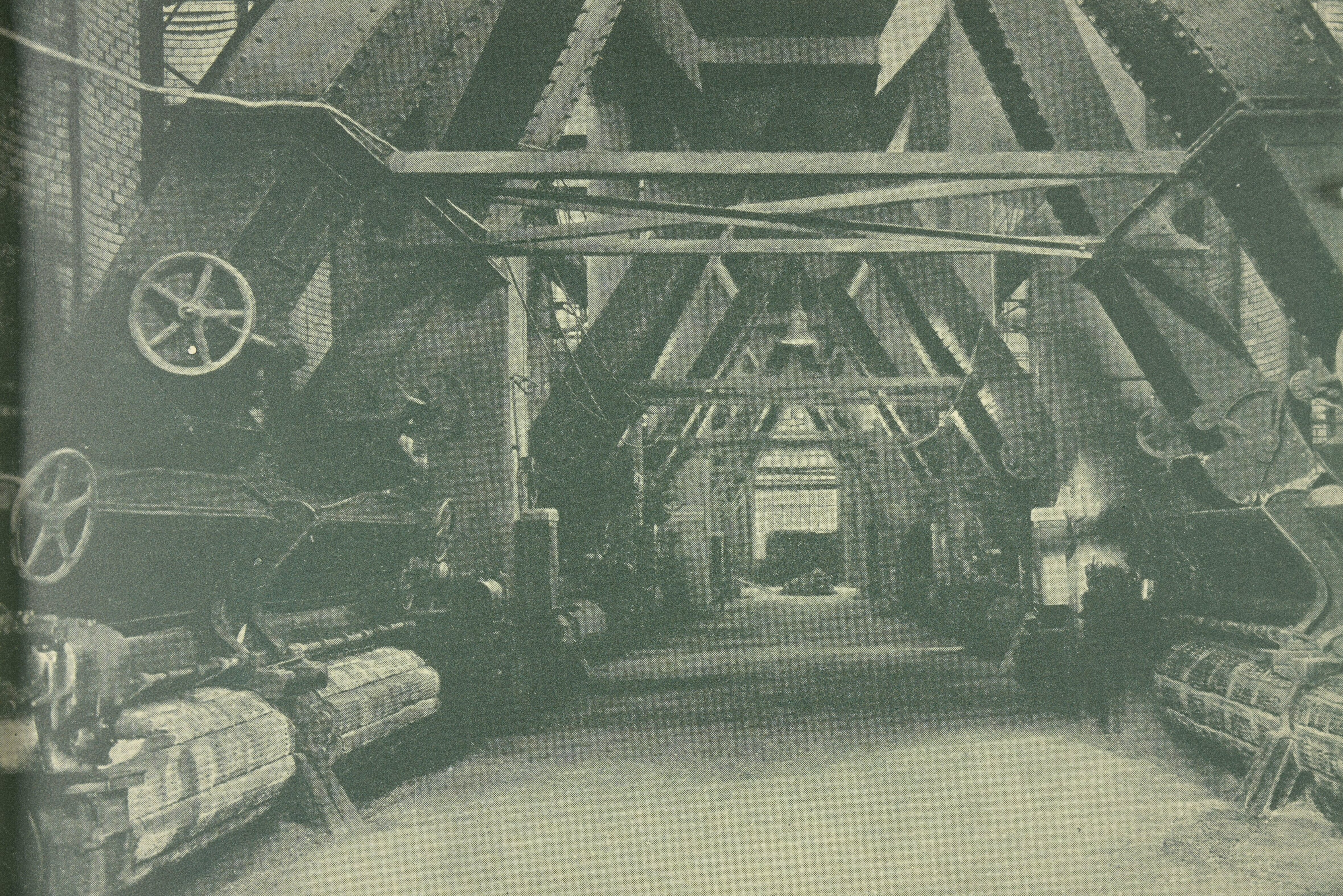
Kotłownia kopalni „Wujek” (po 1922)

Szyb „Hohenlohe” zagłębiony został początkowo do głębokości 65 m, skąd już w 1900 roku zaczęto eksploatację węgla kamiennego. Eksploatowano go wówczas wraz z kopalniami i polami górniczymi: „Albert”, „Beate”, „Victor”, „Praeservativ”, „Bonin”, „Beate I” i „Kleine Helene”. W momencie powstania kopalnia „Oheim” była największym i jednym z najnowocześniejszych tego typu zakładów na Górnym Śląsku.
Drugi szyb, „Kramsta”, zaczęto głębić w 1900 roku. W kwietniu 1902 roku kopalnia zyskała bocznicę kolejową z Ligoty. W latach 1902–1904 oddano do użytku najważniejsze urządzenia, budynki przemysłowe i administracyjne kopalni. W 1904 roku zainstalowano w szybie „Hohenlohe” parową maszynę wyciągową produkcji Maschinen-Anstalt z Wrocławia. Przy tym szybie powstała także sortownia wyposażoną w urządzenia o wydajności 150 ton na godzinę. W 1905 roku na terenie dawnej kopalni „Beate” zaczęto drążyć szyb wentylacyjny.

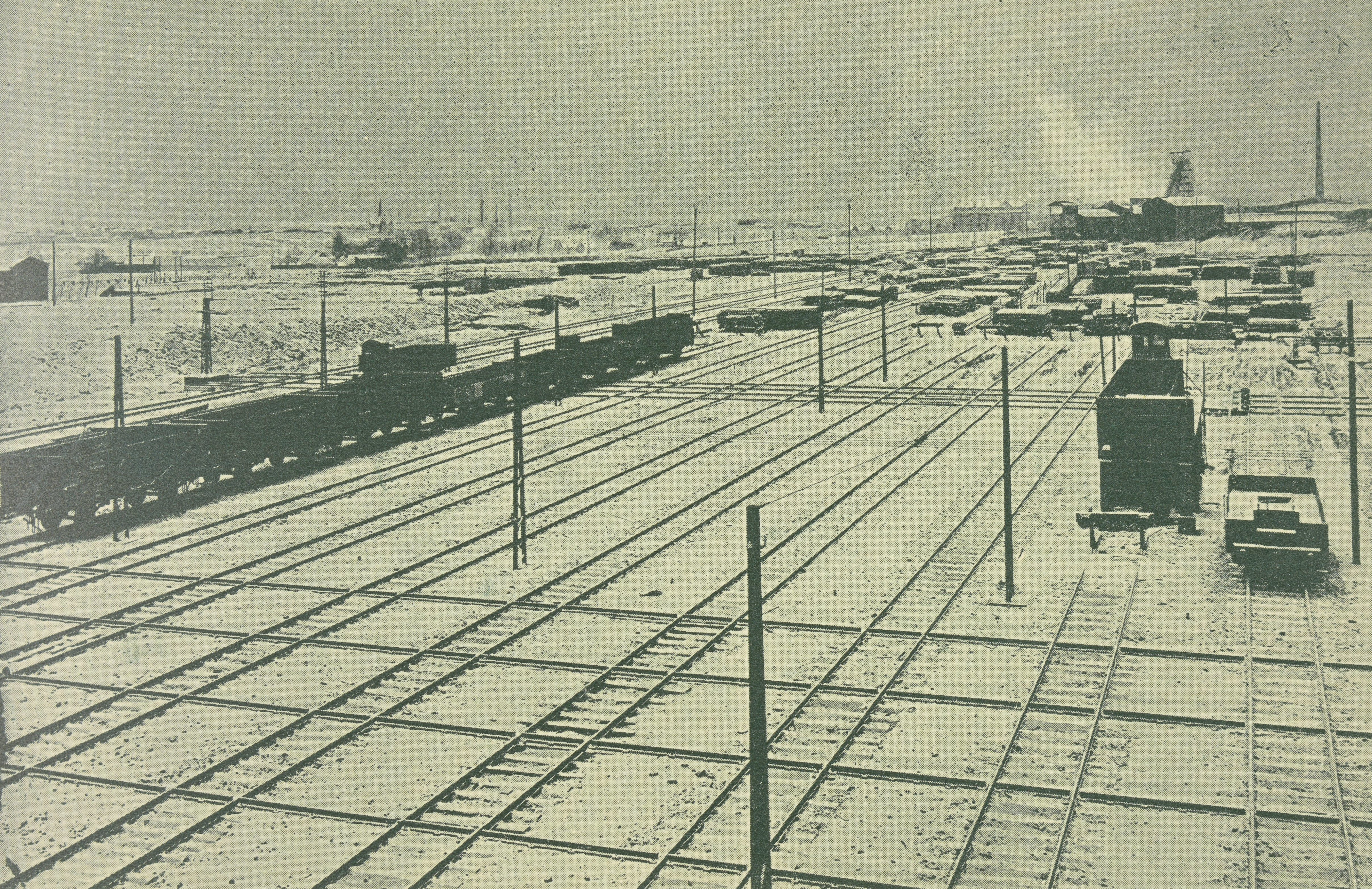
Kopalniany dworzec kolejowy (po 1922)

W 1905 roku spółka Zakłady Hohenlohego przejęły 501 z 1000 kuksów gwarectwa, a w 1908 roku nabyły resztę.
Celem zagospodarowania drobnych frakcji węgla kamiennego, przy kopalni „Oheim” uruchomiono brykietownię. W sierpniu 1910 roku dostarczyła ona na rynek 320 ton brykietu, a do końca tego samego roku wyprodukowano go 4,5 tys. ton. W latach 1912–1913 rozbudowano kopalniany dworzec kolejowy, a w 1914 roku ukończono kotłownię.
Do wybuchu I wojny światowej szyb „Hohenlohe” pogłębiono do 370 m, a szyb „Kramsta” do 641 m. Pierwszy z nich obsługiwała parowa maszyna wyciągowa, a drugi dwie elektryczne. W czasie samej wojny zarząd kopalni starał się utrzymywać przedwojenny poziom wydobycia, co było zadaniem trudnym, gdyż niektórych górników powołano do wojska. W kopalni zatrudniono większą liczbę kobiet i pracowników młodocianych, którzy w 1915 roku stanowili 20% załogi kopalni „Oheim”. W 1915 roku pracę rozpoczęła pierwsza grupa jeńców wojennych. W 1916 roku obok szybu „Kramsta” powstała nowa sortownia. W 1919 roku wprowadzono na kopalni ośmiogodzinny dzień pracy.

### Lata 1922–1945

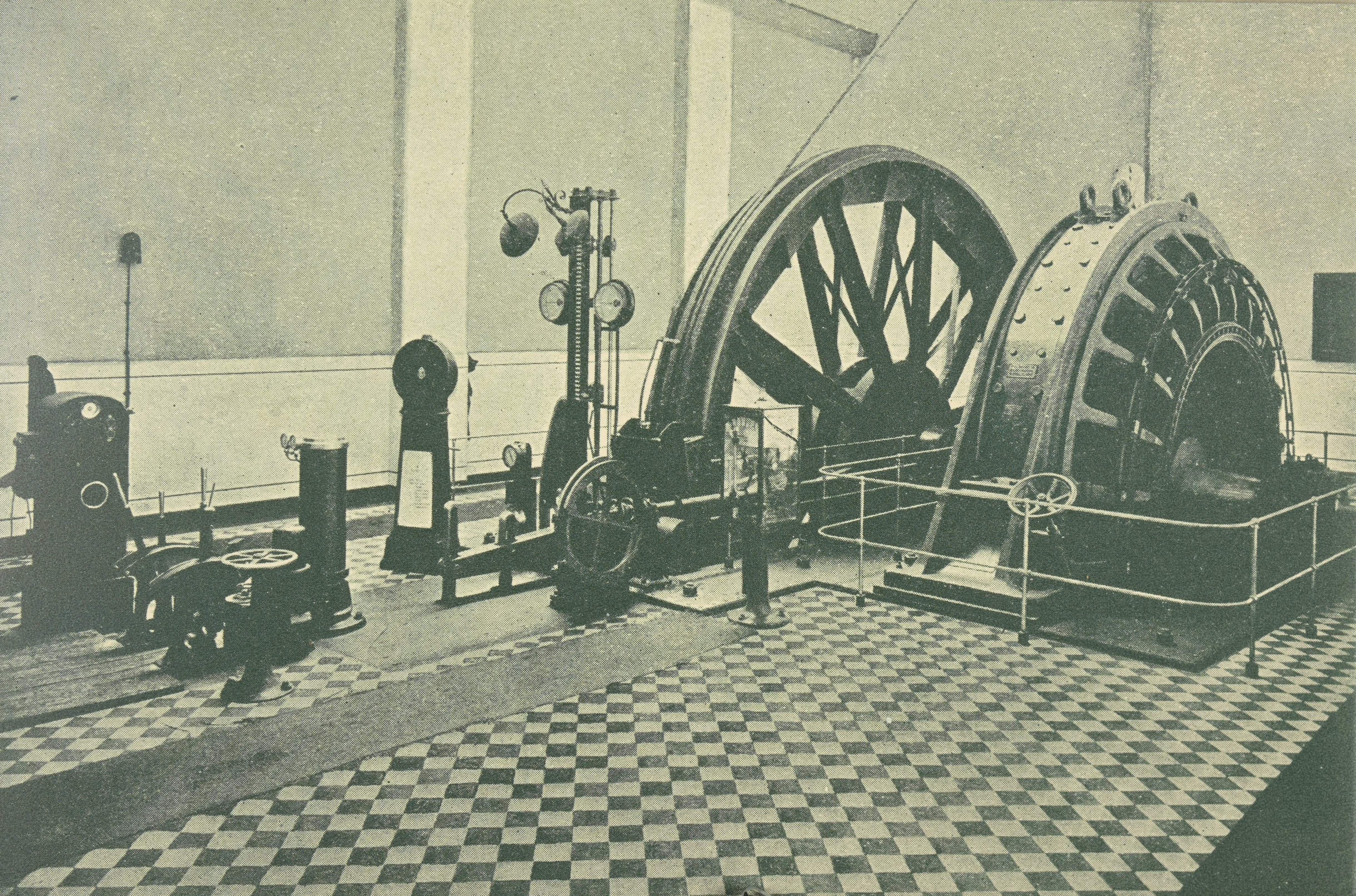
Elektryczna maszyna wydobywcza w maszynowni szybu „Krakus” (po 1922)

W 1922 roku część Górnego Śląska wraz z terenami kopalni „Oheim” została włączona do odrodzonego państwa polskiego, a sam zakład przemianowano na „Wujek”. W 1924 roku tereny gminy Brynów wraz z kopalnią „Wujek” zostały przyłączone do Katowic, będąc największym tego typu zakładem w powiększonych wówczas granicach miasta. W kolejnym roku dyrektorem kopalni został inż. Kazimierz Suszyński, pierwszy Polak na tym stanowisku.
W latach międzywojennych kopalnia dalej była własnością Zakładów Hohenlohego. W tym czasie jej obszar eksploatacyjny wynosił 1 033 m². Odstąpiła natomiast 15% akcji mającemu powstać polsko-francuskiemu holdingowi w zamian za zwolnienie z uchwalonej przez Sejm RP daniny majątkowej.
Wielki kryzys lat 1929–1933 miał dla kopalni „Wujek” względnie łagodny przebieg, a była ona jednym z najbardziej rentowych przedsiębiorstw Zakładów Hohenlohego. Wydobycie spadło z poziomu 1,3 mln do 0,8 mln ton rocznie, wprowadzono liczne tzw. świętówki (dni przymusowo wolne od pracy), a duża część górników pracowała w systemie turnusowym. W okolicy kopalni pojawiły się biedaszyby. Dopiero w latach 1936–1939 polepszyła się sytuacja przemysłu ciężkiego do tego stopnia, że w kopalni „Wujek” przekroczono produkcję najlepszych lat przedkryzysowych.

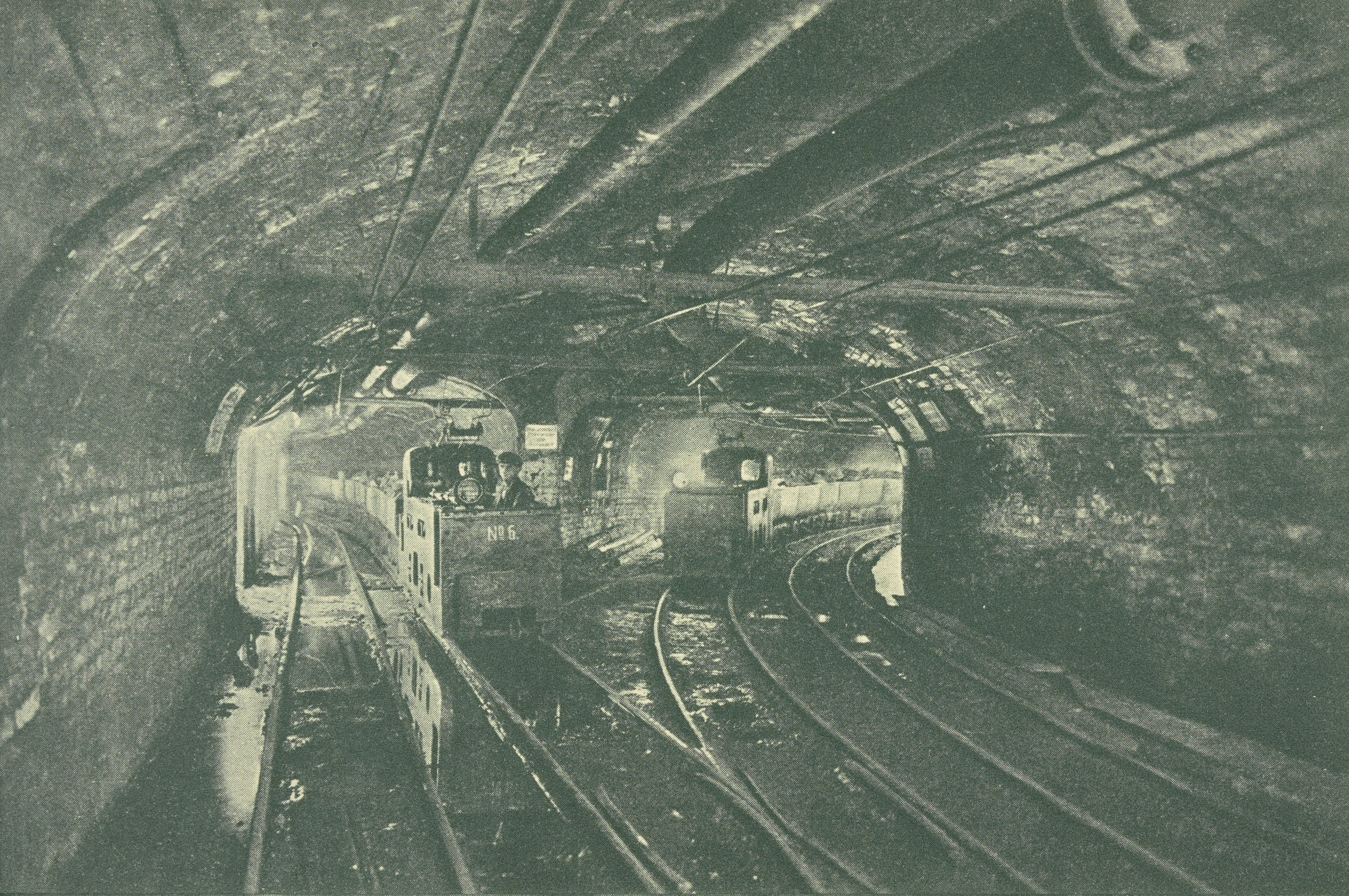
Przewóz podziemny lokomotywami elektrycznymi w kopalni „Wujek” (po 1922)

W latach 1932–1934 pogłębiono szyb „Hohenlohe” do głębokości 629 m i oddano nowy poziom wydobywczy. W 1936 roku przemianowano szyb „Hohenlohe” na „Lechia”, a „Kramsta” na „Krakus”. W związku rozpoczęciem eksploatacji nowych pokładów z zastosowaniem podsadzki, w latach 1936–1938 powstała linia kolei piaskowej o długości 8 km, łącząca kopalnię „Wujek” z piaskownią w lasach koło Panewnik – w ciągu doby kopalnia otrzymywała do 3 tys. m³ piasku.
W 1936 roku ciężkie warunki materialne górników, doprowadziły do wybuchu strajku w kopalni „Wujek”. Okupacja kopalni rozpoczęła się 28 listopada. Pierwsza i druga zmiana nie wyjechała na powierzchnię a trzecia (której nie pozwolono zjechać pod ziemię) rozpoczęła okupację kopalni na powierzchni. Na czele komitetu strajkowego stanęli socjaliści, członkowie Związków Zawodowych, komuniści (w tym były wówczas pracownik kopalni Paweł Bluszcz) i bezpartyjni. Ponieważ dyrekcja kopalni nie spełniała postulatów górniczych rozpoczęto strajk głodowy. Żony górników protestujące przed kopalnią i przed urzędem wojewódzkim zostały rozpędzone przez funkcjonariuszy policji. Jednak 4 grudnia pomimo interwencji policji brama została wyważona i tłum kobiet wtargnął na teren kopalni. To przesądziło o tym, że górnikom zmniejszono normy i przyznano podwyżki.
W czasie II wojny światowej zwolniono, wywieziono do III Rzeszy bądź aresztowano część polskich pracowników kopalni. Sam zaś zakład został przejęty przez Haupttreuhandstelle Ost, a na podstawie umów zawartych z Zakładami Hohenlohego w grudniu 1939 roku i listopadzie 1940 roku jego majątek został przekazany w zarząd komisarycznemu państwowemu koncernowi Reichswerke Hermann Göring. Koncern ten utworzył przedsiębiorstwo filialne pn. Górnośląski Zarząd Kopalń i Zakładów Rzeszy Hermann Göring z siedzibą w Katowicach, który 13 stycznia 1941 roku nabył kopalnię „Oheim” na własność. W kopalni w okresie niemieckiej okupacji pracowali także jeńcy sowieccy – w 1942 roku było ich 600, a w kolejnych latach ich liczba ta rosła.
Pod koniec okupacji w styczniu 1945 roku Niemcy planowali wysadzić szyb wyciągowy, a następnie zatopić całą kopalnię „Oheim”. Załodze udało się temu zapobiec. Niemieckie kierownictwo opuściło kopalnię 23 stycznia tego samego roku.

### Od 1945 roku

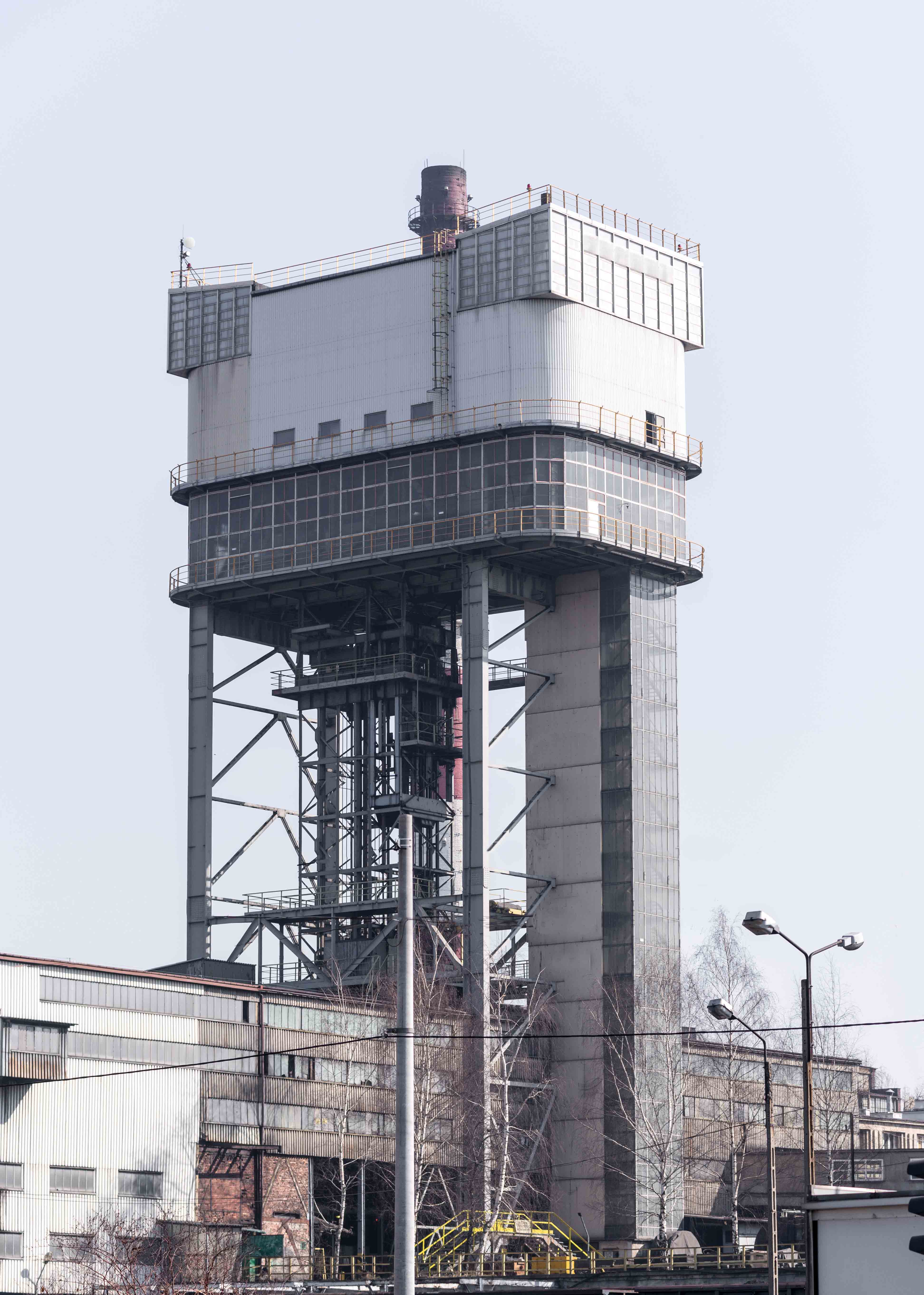
Wieża wyciągowa szybu „Lechia” (2014)

5 lutego 1945 roku wznowiono działalność kopalni „Wujek”, uzyskując tego dnia 150 ton węgla kamiennego. Od 29 stycznia tego samego roku kopalnia podlegała bezpośrednio Centralnemu Zarządowi Przemysłu Węglowego w Katowicach. Administratorem zakładu, pełniącym także obowiązki dyrektora, został Józef Matyjasik. 29 lutego tego samego roku zakład stał się częścią Katowickiego Zjednoczenia Przemysłu Węglowego.
W 1951 roku oddano do użytku łaźnię na 1,2 tys. miejsc. W 1955 roku pracę rozpoczął pierwszy kombajn ścianowy Donbas. Na początku lat 60. XX wieku przebudowano i rozbudowano zespół wentylacyjny. Nieco później zmodernizowano szyb „Lechia”, montując nad nim nową wieżę wyciągową z urządzeniem elektrycznym w nowej maszynowni. W latach 70. XX wieku uruchomiono nowe płuczki, łaźnię, warsztaty i budynki administracyjne.
W nocy z 12 na 13 grudnia 1981 roku został wprowadzony na terenie Polski stan wojenny. Nazajutrz w Katowicach zastrajkowały załogi kilku zakładów pracy, w tym i kopalni „Wujek”. Podczas pacyfikacji kopalni 16 grudnia 1981 roku w wyniku użycia ostrej amunicji przez oddziały Zmotoryzowanych Obwodów Milicji Obywatelskiej zginęło 7 górników, a dwóch następnych zmarło kilka dni później w szpitalu. Do szpitali z ranami postrzałowymi, złamaniami i innymi obrażeniami trafiło kolejnych ponad 40 protestujących osób.

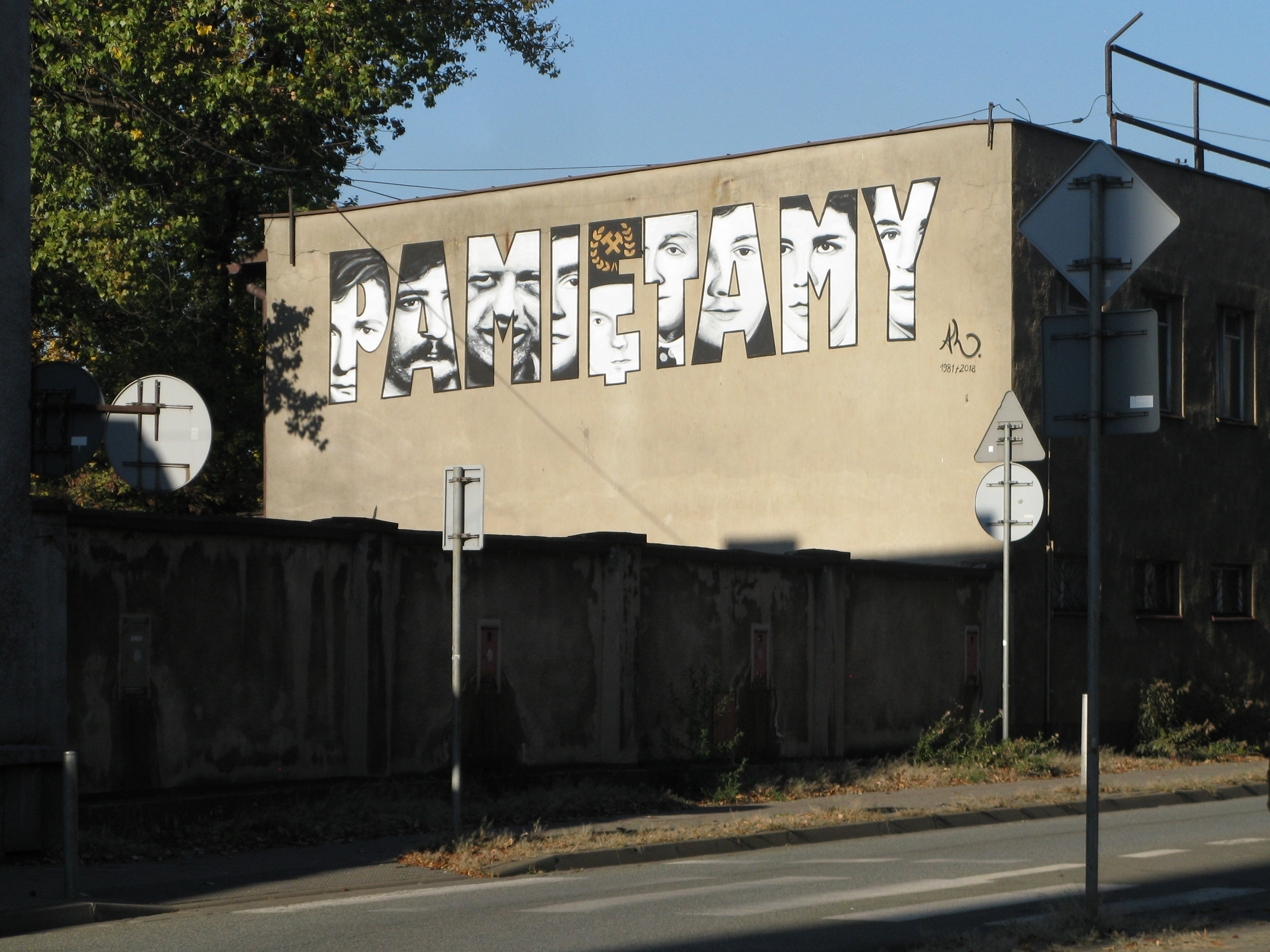
Mural „Pamiętamy”, upamiętniający ofiary pacyfikacji strajku w kopalni „Wujek” 16 grudnia 1981 roku, na ścianie budynku przy ulicy W. Pola 36 w Katowicach (2018)

Po pacyfikacji strajku miejsce śmierci górników zostało otoczone kultem. Już w dniu pacyfikacji, 16 grudnia 1981 roku w wyłomie powstałym w murze po wdarciu się na teren zakładu czołgu zostawiono krzyż, który został zniszczony w nocy z 27 na 28 stycznia 1982 roku. W każdą rocznicę tragicznych wydarzeń organizowano skromne obchody, które rozpędzała Milicja Obywatelska. 7 listopada 1989 roku zarejestrowano oficjalnie Komitet Budowy Pomnika ku Czci Górników KWK „Wujek”. Monument został poświęcony 14 grudnia 1991 roku przez nuncjusza apostolskiego w Polsce abpa Józefa Kowalczyka. O pacyfikacji kopalni „Wujek” opowiada film z 1994 roku w reżyserii Kazimierza Kutza pn. Śmierć jak kromka chleba.
W 1990 roku kopalnia „Wujek” stała się samodzielnym przedsiębiorstwem państwowym, a pierwszym dyrektorem zakładu wybranym w konkursie został Marian Filipek. Rozpoczęto wówczas realizację programu naprawczego, obejmującego redukcję zadłużenia, kontrolę kosztów czy organicznie działalności pozaprodukcyjnej.

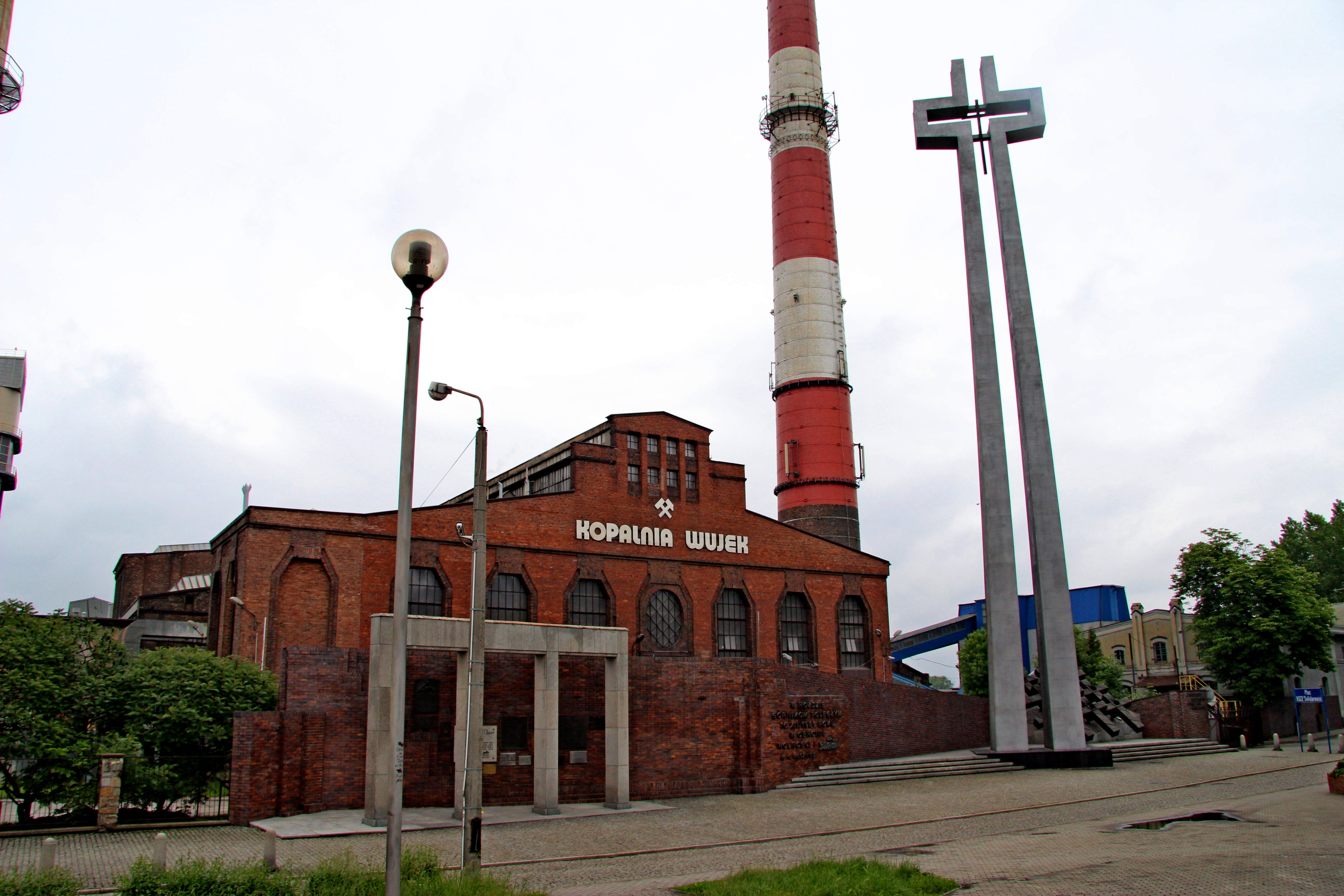
Pomnik poległych górników kopalni „Wujek”; na drugim planie kotłownia (2013)

1 marca 1993 roku kopalnia „Wujek” została przekształcona w jednoosobową spółkę Skarbu Państwa, której akcje 2 lipca 1993 roku stały się własnością Katowickiego Holdingu Węglowego.
W latach 2001–2004 wykonano kolejne inwestycje. Unowocześniono stację geofizyki, a stacja ratownictwa uzyskała nowoczesny sprzęt do wykrywania zagrożeń pożarowych. Zakupiono m.in. nowe kolejki spągowe czy hydrauliczne urządzenia przeładunkowe. Zlikwidowano także zbiornik przy ulicy Dziewięciu z Wujka w Katowicach oraz wyremontowano ośrodek zdrowia.
1 stycznia 2005 roku do zakładu włączono kopalnię „Śląsk” w Rudzie Śląskiej, stając się zakładem dwuruchowym. W 2018 roku podjęto decyzję o przekazaniu Ruchu „Śląsk” do Spółki Restrukturyzacji Kopalń. 1 kwietnia 2017 roku kopalnia została przejęta przez Polską Grupę Górniczą. 1 stycznia 2021 roku połączono w jedno przedsiębiorstwo kopalnię „Wujek” z kopalnią „Murcki-Staszic” o nazwie Kopalnia Węgla Kamiennego „Staszic-Wujek”, kopalnie uzyskały połączenie podziemne jeszcze w tym samym roku. Ruch „Wujek” zakończył wydobycie pod koniec listopada 2021 roku.
13 czerwca 2025 roku doszło do podpisania listu intencyjnego pomiędzy Polską Grupą Górniczą a przedstawicielami miasta Katowice, województwa śląskiego i Górnośląsko-Zagłębiowskiej Metropolii w sprawie współpracy dotyczącej zagospodarowania terenów po zakończeniu likwidacji kopalni „Wujek”.

## Wydobycie

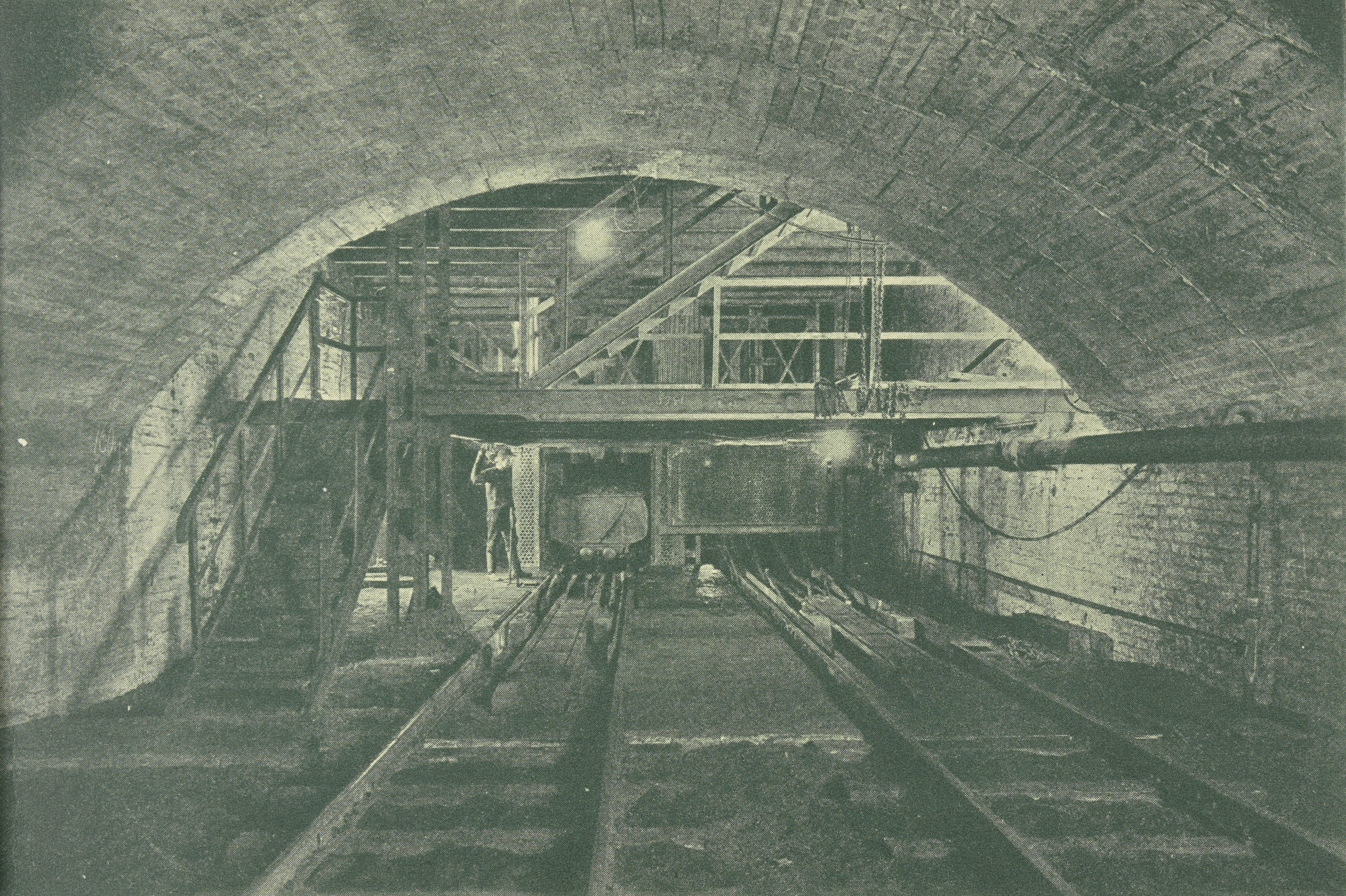
Podszybie przy szybie „Lechia” na poziomie 613 m (po 1922)

Pierwszy węgiel kamienny z poziomu 63 m w kopalni „Oheim” wydobyto 7 listopada 1900 roku. Uzyskano wówczas 50 ton z pokładu o miąższości 1,1 m. Kopalnia zatrudniała wówczas 287 osób. W sierpniu 1903 roku wydobywano już 150 ton węgla na dobę, a przy jego pozyskiwaniu wykorzystywano system filarowy wsteczny, ścianowy i chodnikowy. W 1905 roku kopalnia dostarczyła 154,4 tys. ton węgla kamiennego i liczba ta szybko rosła, osiągając w 1913 roku poziom 622,8 tys. ton.
W 1916 roku wydobyto 637,6 tys. ton węgla kamiennego przy poziomie zatrudnienia wynoszącym 2,1 tys. osób. W 1919 roku było to odpowiednio 523,9 tys. ton węgla i 2,5 tys. osób, a trzy lata później 751,8 tys. ton węgla i 4 016 osób. W tamtym okresie zasoby węgla kamiennego oceniono na 212 mln ton.

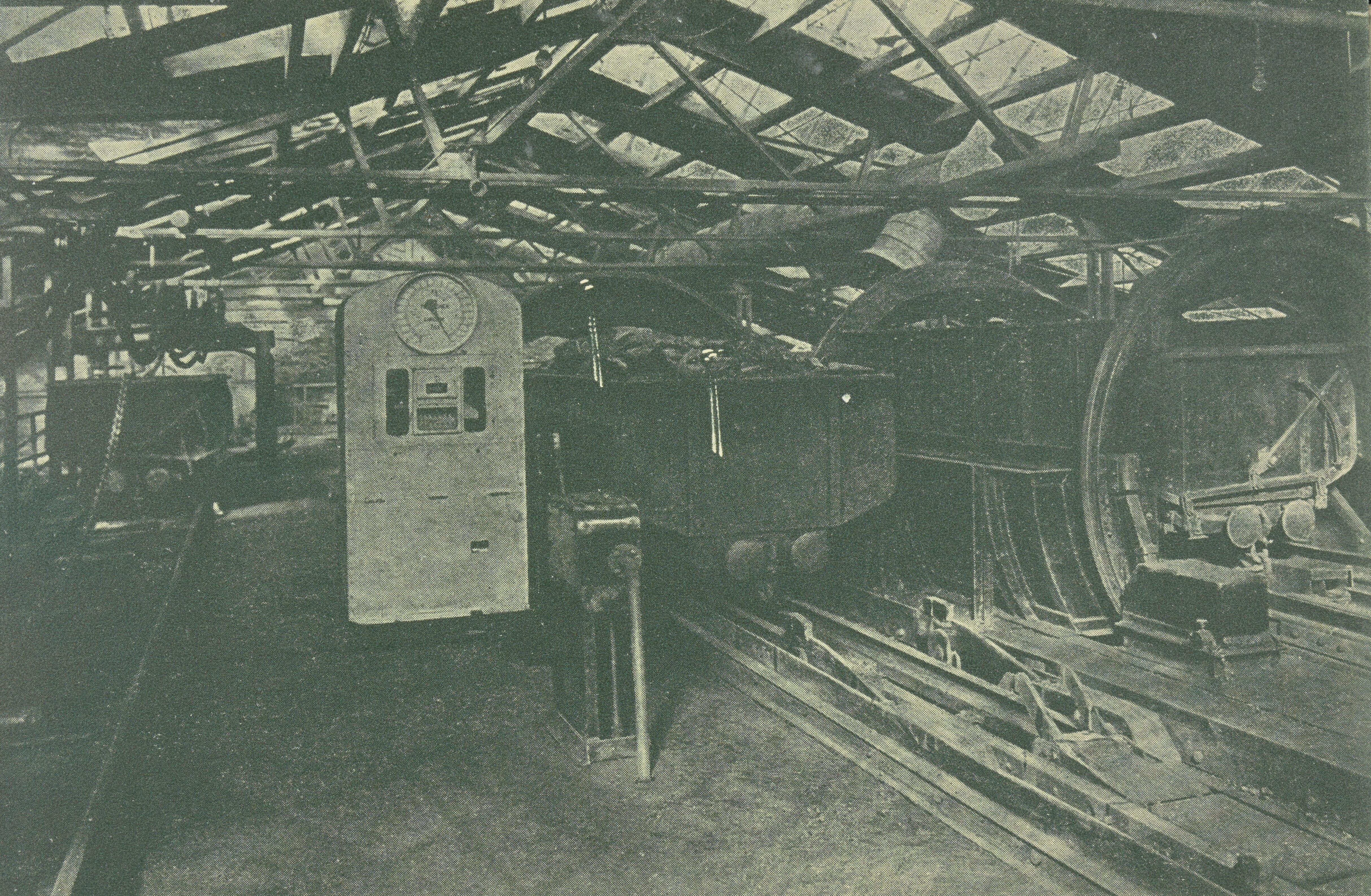
Nadszybie szybu „Lechia” (po 1922)

W 1930 pozyskano 1 053,5 tys. ton węgla kamiennego przy zatrudnieniu na poziomie 2 561 osób, w 1936 roku było to odpowiednio 876,8 tys. ton węgla i 1 623 osób, a w 1938 roku 1 206,8 tys. ton i 2 360 osób. W 1940 roku poziom wydobycia sięgał 1 493,7 tys. ton węgla kamiennego przy zatrudnieniu na poziomie 2 446 osób, a w 1944 roku było to odpowiednio 1 891,4 tys. ton i 4 327 osób.
W czasie realizacji planu trzyletniego w latach 1947–1949 wydobycie węgla kamiennego wzrosło z 1,2 mln do 1,5 mln ton przy zatrudnieniu 4,3 tys. pracowników. W 1953 roku na polu „Wielki Szadok” udostępniono pokłady 403 i 404, a dwa lata później rozpoczęto pozyskiwanie węgla z pokładów 501 i 504. W tym czasie wydobywano dziennie do 5 tys. ton węgla kamiennego. Zaczęto także stosować coraz częściej system ścianowy, z którego w 1960 roku pochodziło 71% wydobywanego węgla kamiennego. W 1970 roku wydobyto 2 089,0 tys. ton, a w 1979 roku 3 822,9 tys. ton węgla. W latach 80. XX wieku zasoby węgla kamiennego szacowano na 145 mln ton. Wydobywano wówczas do 8,1 tys. ton węgla na dobę.
W 1990 wydobyto z kopalni 1,8 mln ton węgla. W 2014 roku wydobycie prowadzono w pokładach 405 i 510 trzema ścianami, a kopania dostarczyła wówczas na rynek 2,5 mln ton węgla kamiennego. W 2017 roku węgiel pozyskiwano systemem filarowym i ścianowym na zawał lub filarowym i ścianowym z wykorzystaniem podsadzki hydraulicznej.

## Szyby
- „Lechia” (pierwotnie „Hohenlohe”) – szyb zjazdowy, materiałowy i wydobywczy[9],
- „Krakus” (pierwotnie „Kramsta”) – szyb zjazdowy, materiałowy i wydobywczy[9],
- „Wentylacyjny I” – szyb wydechowy[9],
- „Wentylacyjny II” – szyb materiałowo-wydechowy[9].

## Działalność okołozakładowa

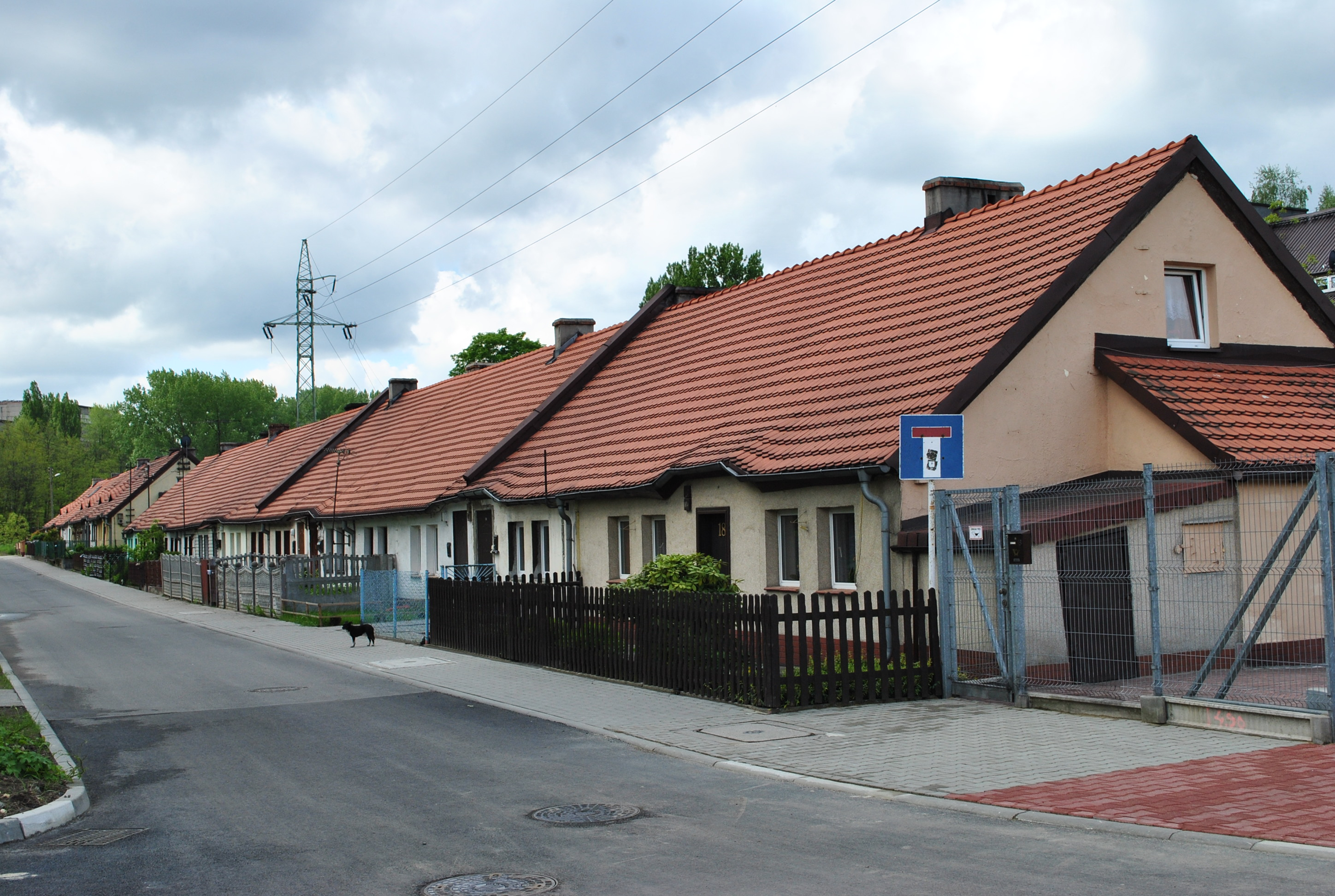
Fragment kolonii robotniczej kopalni „Wujek” projektu Brunona Tauta (2014)

Kopalnia „Oheim” dla pracowników pochodzących spoza Górnego Śląska już w 1900 roku rozpoczęła budowę pierwszych wielorodzinnych domów w Starej Ligocie, a jednymi z pierwszych budynków mieszkalnych wybudowanych przez kopalnię były kamienice przy obecnej ulicy W. Pola 53 i 57 w Katowicach. W 1916 roku przy ulicy J. Poniatowskiego w Katowicach ukończono budowę kompleksu budynków mieszkalnych dla urzędników kopalni projektu berlińskiego architekta Brunona Tauta. Zaprojektował on także powstałą w Załęskiej Hałdzie kolonię szeregowych, parterowych domów robotniczych. Wcześniej, bo w 1910 roku rozpoczęto budowę ośmiu domów przeznaczonych dla urzędników i dozoru technicznego kopalni wzdłuż ulicy Mikołowskiej w Katowicach. Naprzeciwko kolonii urzędniczej istniała natomiast kolonia Dwunastu Apostołów. W latach niemieckiej okupacji podczas II wojny światowej kopalnia „Oheim” wzniosła w rejonie obecnej ulicy św. Huberta w Katowicach kolejną kolonię domów robotniczych. W 1945 roku kopalnia dysponowała 181 budynkami, w którym znajdowało się łącznie 1 180 mieszkań. Inwestycje mieszkaniowe kontynuowano także po II wojnie światowej.

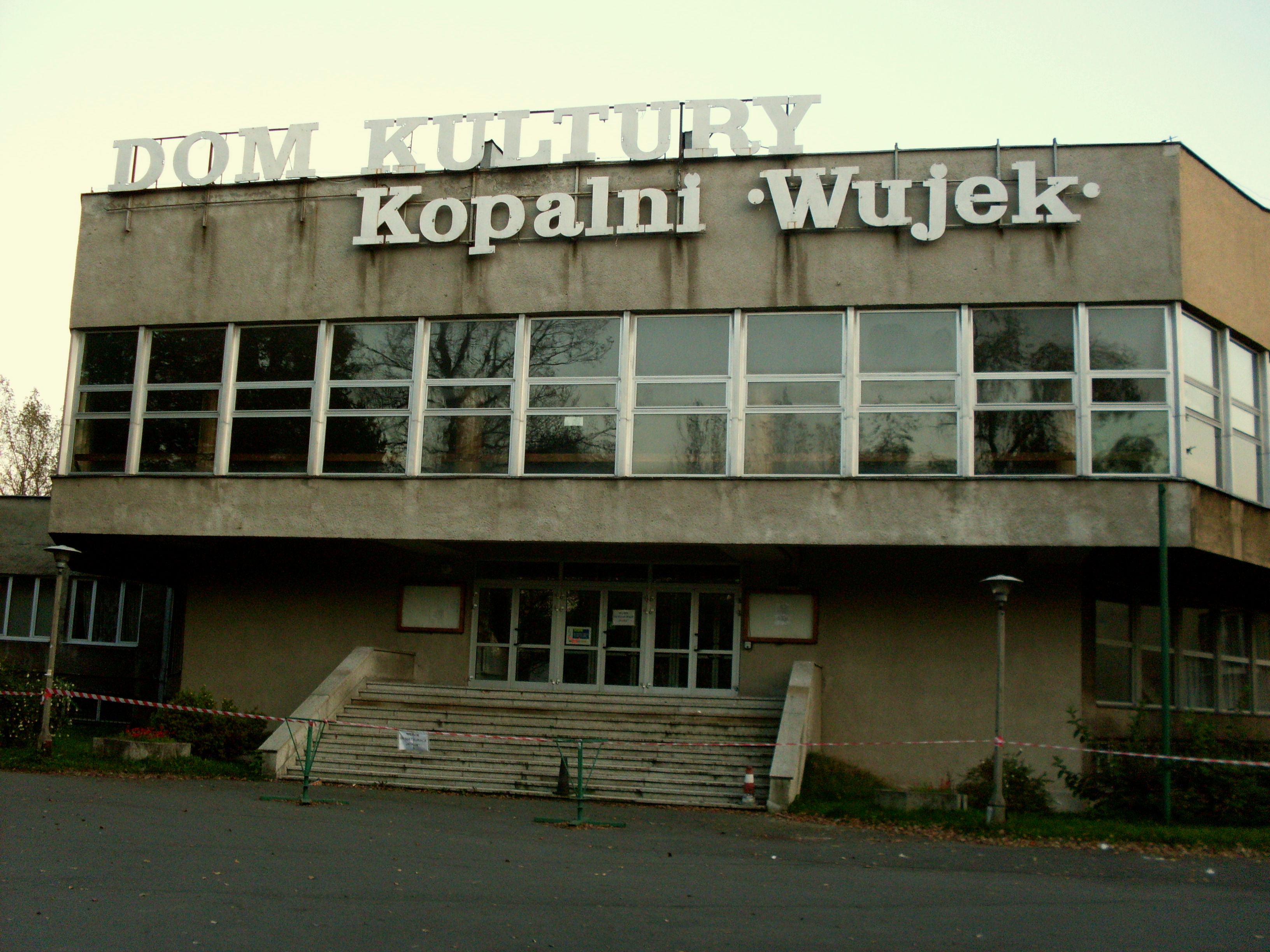
Nieistniejący budynek Domu Kultury KWK „Wujek” w Katowicach (2010)

W 1946 roku przy ulicy W. Pola w Katowicach powstała pierwsza świetlica zakładowa, przy której działał teatr ludowy, balet dziecięcy i zespół mandolinistów. W latach 50. XX wieku przy ulicy J. Gallusa powstał Zakładowy Dom Kultury, a dawna świetlica zakładowa została przekształcona w kino „Młodość”. Nowy dom kultury po wyburzeniu poprzedniego powstał w 1977 roku przy ulicy W. Pola. Posiadał on salę widowiskową na 524 widzów. Działały w nim kluby zainteresowań, amatorskie zespoły artystyczne, chór męski „Hejnał” czy orkiestra dęta. Budynek dawnego Domu Kultury KWK „Wujek” został rozebrany w 2023 roku.
23 kwietnia 1945 roku kopalnia „Wujek” udzieliła pomocy przy utworzeniu trzyletniej Zawodowej Szkoły Dokształcającej w Katowicach. Od września działała tam Przemysłowa Szkoła Górnicza, posiadająca wydziały: górniczy, mechaniczny, elektryczny i mierniczy. W 1958 roku przy kopalni uruchomiono trzyletnią Zasadniczą Szkołę Górniczą, kształtującą w specjalizacjach: technik eksploatacji złóż, mechanik maszyn i urządzeń górniczych oraz od 1967 roku elektromonter maszyn górniczych.

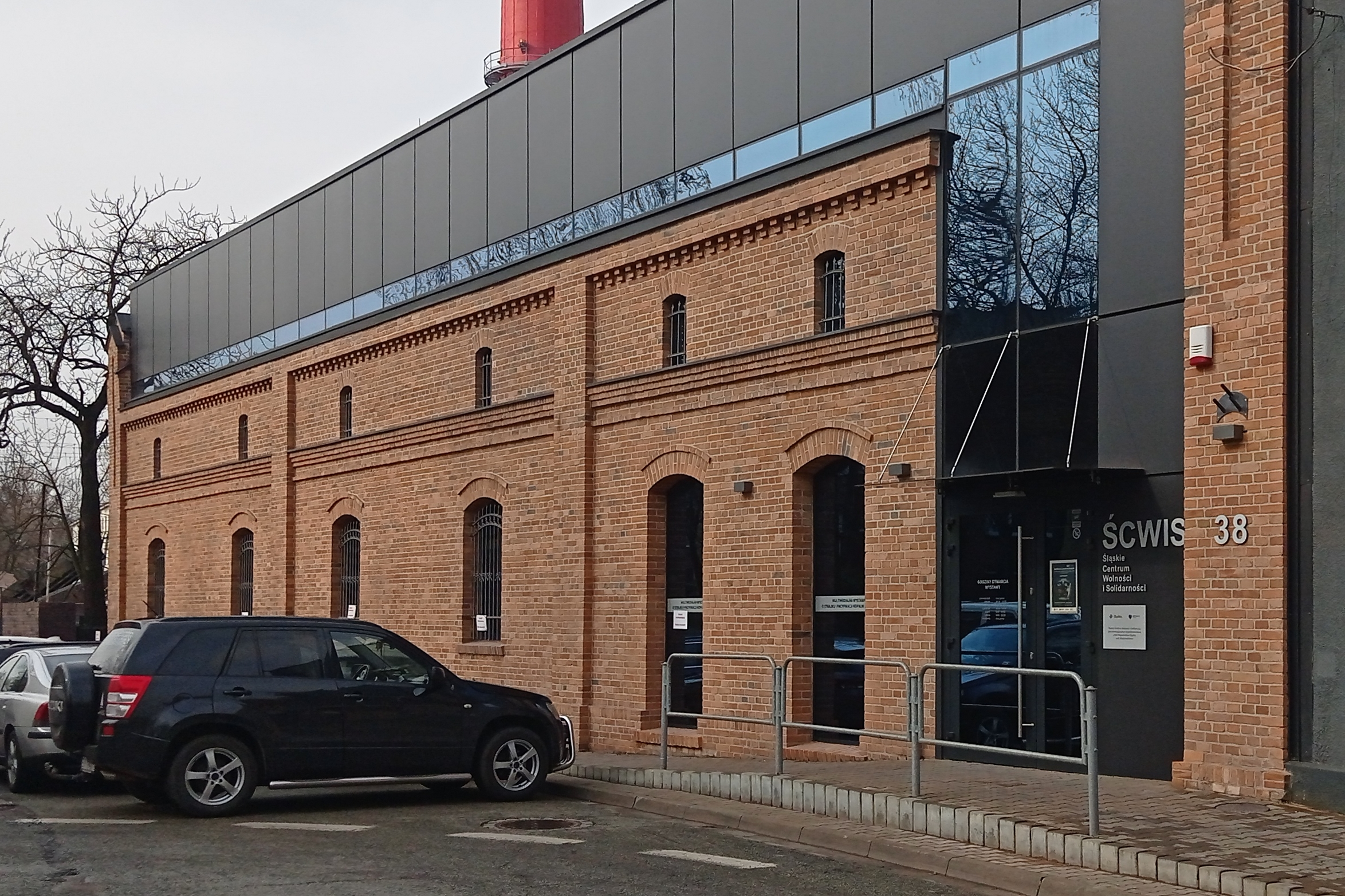
Siedziba Śląskiego Centrum Wolności i Solidarności w Katowicach (2025)

W 1951 roku wzniesiono budynek Technikum Górniczego przy ulicy Mikołowskiej 131, które kształciło uczniów w specjalnościach: miernictwo, ekonomika i organizacja kopalń, eksploatacja maszyn i urządzeń górniczych oraz podziemna eksploatacja złóż. W 1971 roku powstał Zespół Szkół Zawodowych Ministerstwa Górnictwa i Energetyku. Kształciła ona wówczas około 1,5 tys. uczniów. W 1998 roku zmieniono nazwę szkoły i profile kształcenia – powstał Zespół Szkół Technicznych i Ogólnokształcących nr 2 w Katowicach. Ostatnia klasa górnicza opuściła szkołę w 2003 roku.
Pracownicy kopalni „Wujek” oraz ich rodziny należące do Towarzystwa Gimnastycznego „Sokół” w Katowickiej Hałdzie założyli klub sportowy „Rozwój”, którego tradycje sięgają 1919 roku, a oficjalnie powstał 27 listopada 1925 roku. W 1974 roku oddano do użytku boisko przy ulicy Zgody.
1 grudnia 2008 roku zostało otwarte muzeum przy kopalni „Wujek”, powstałe przy współpracy Oddziałowego Biura Edukacji Publicznej w Katowicach, Społecznego Komitetu Pamięci Górników KWK „Wujek” w Katowicach Poległych 16 grudnia 1981 r. oraz Komisji Zakładowej NSZZ „Solidarność” KHW S.A. KWK „Wujek”. 16 grudnia 2011 roku powołano Śląskie Centrum Wolności i Solidarności z siedzibą w budynku dawnego kopalnianego magazynu odzieży roboczej kopalni „Wujek”. Zaczęło prowadzić działania edukacyjne, naukowe i wystawiennicze z dziejów najnowszej historii Polski.

## Obiekty zabytkowe i historyczne

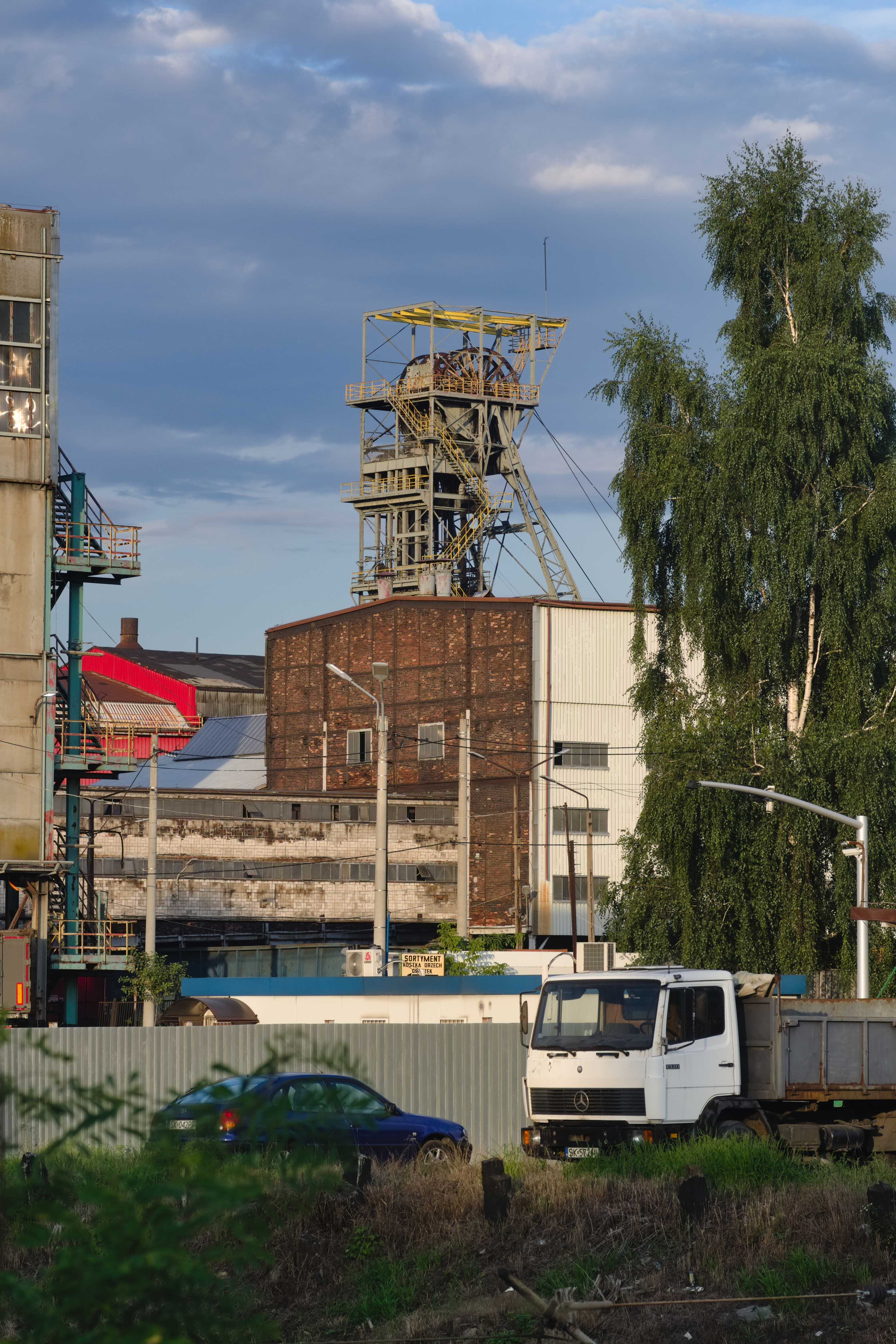
Nadszybie i wieża szybu „Krakus” (2021)

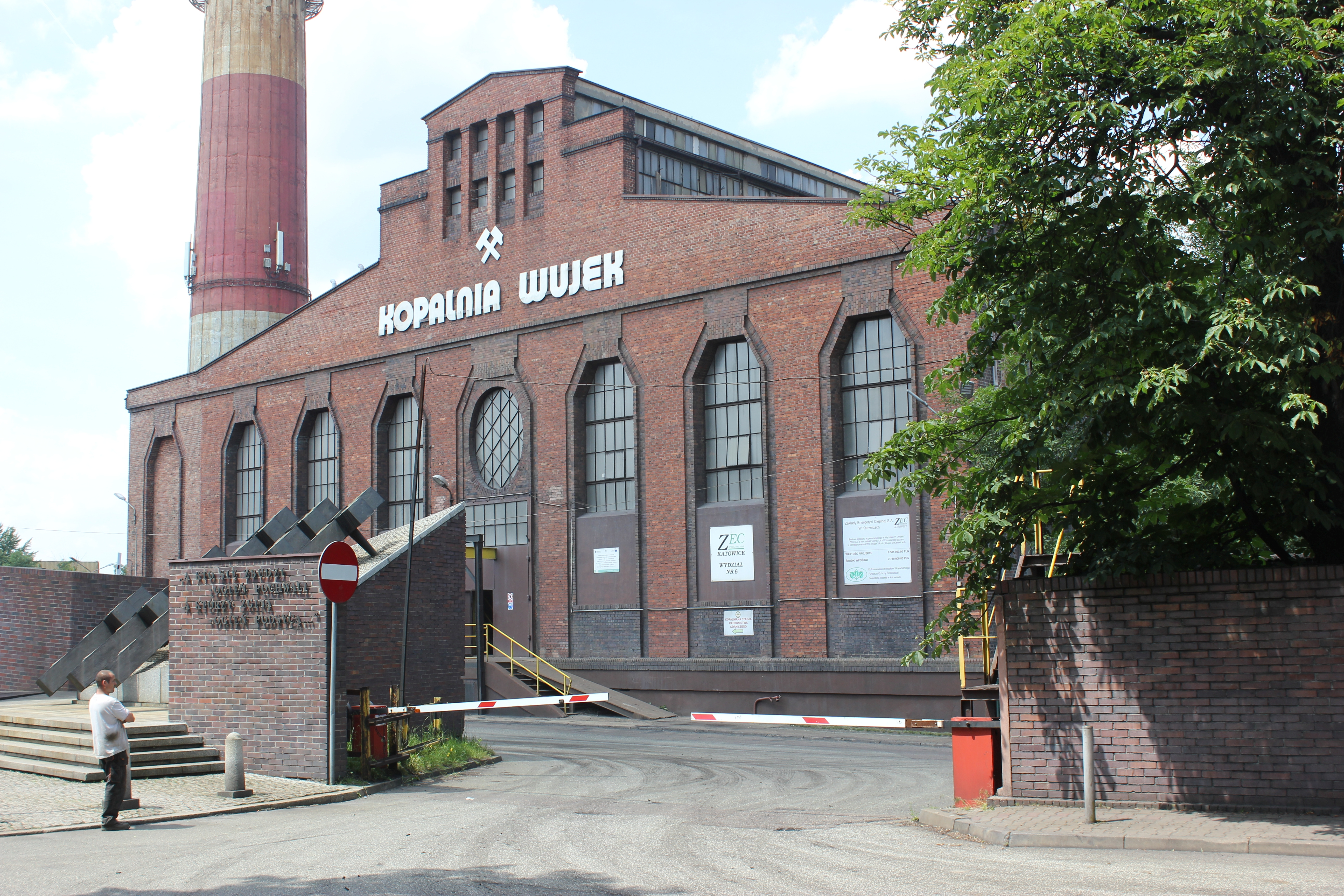
Gmach kotłowni kopalni „Wujek” (2016)

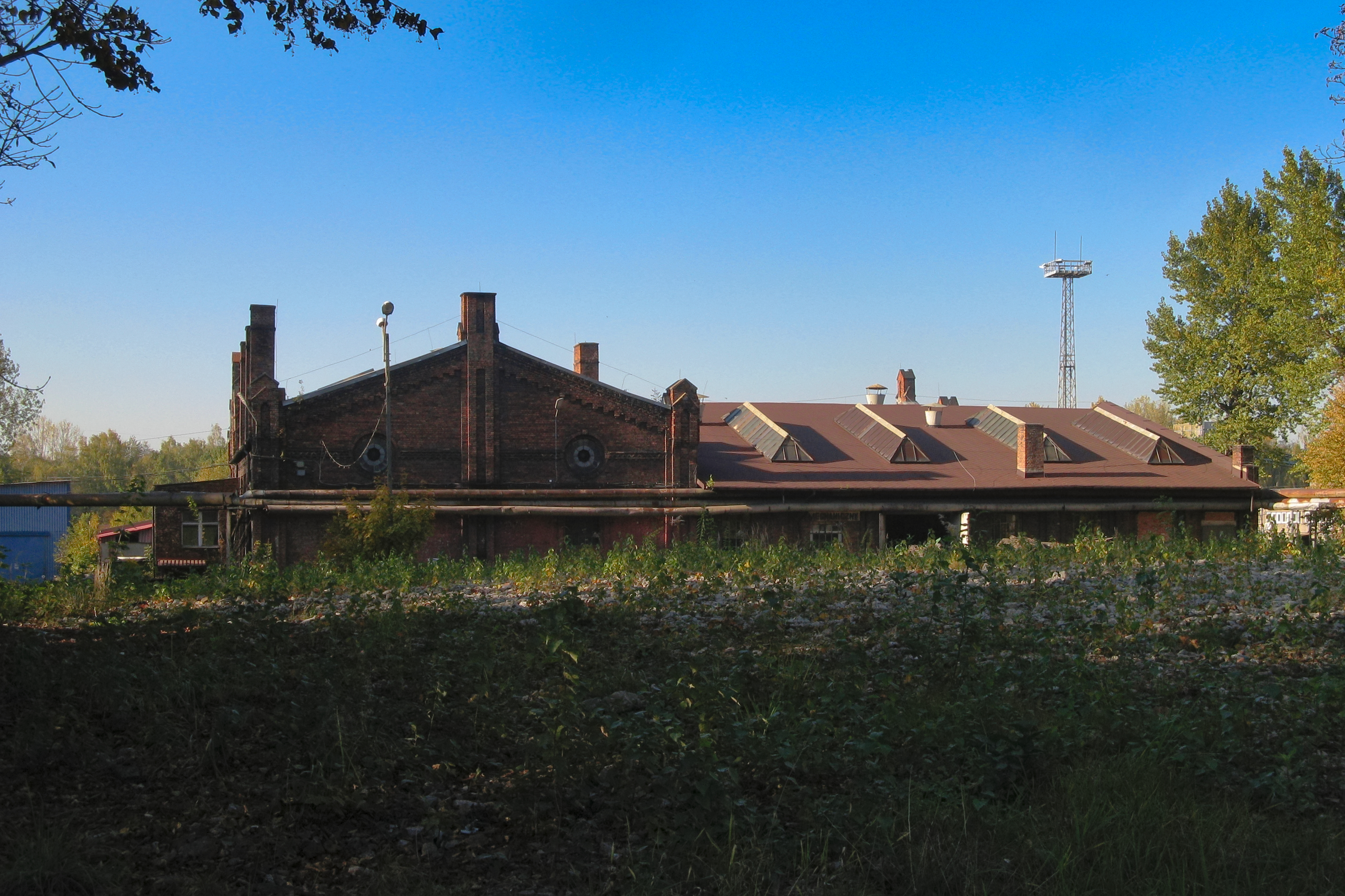
Warsztat mechaniczny i kuźni (2018)

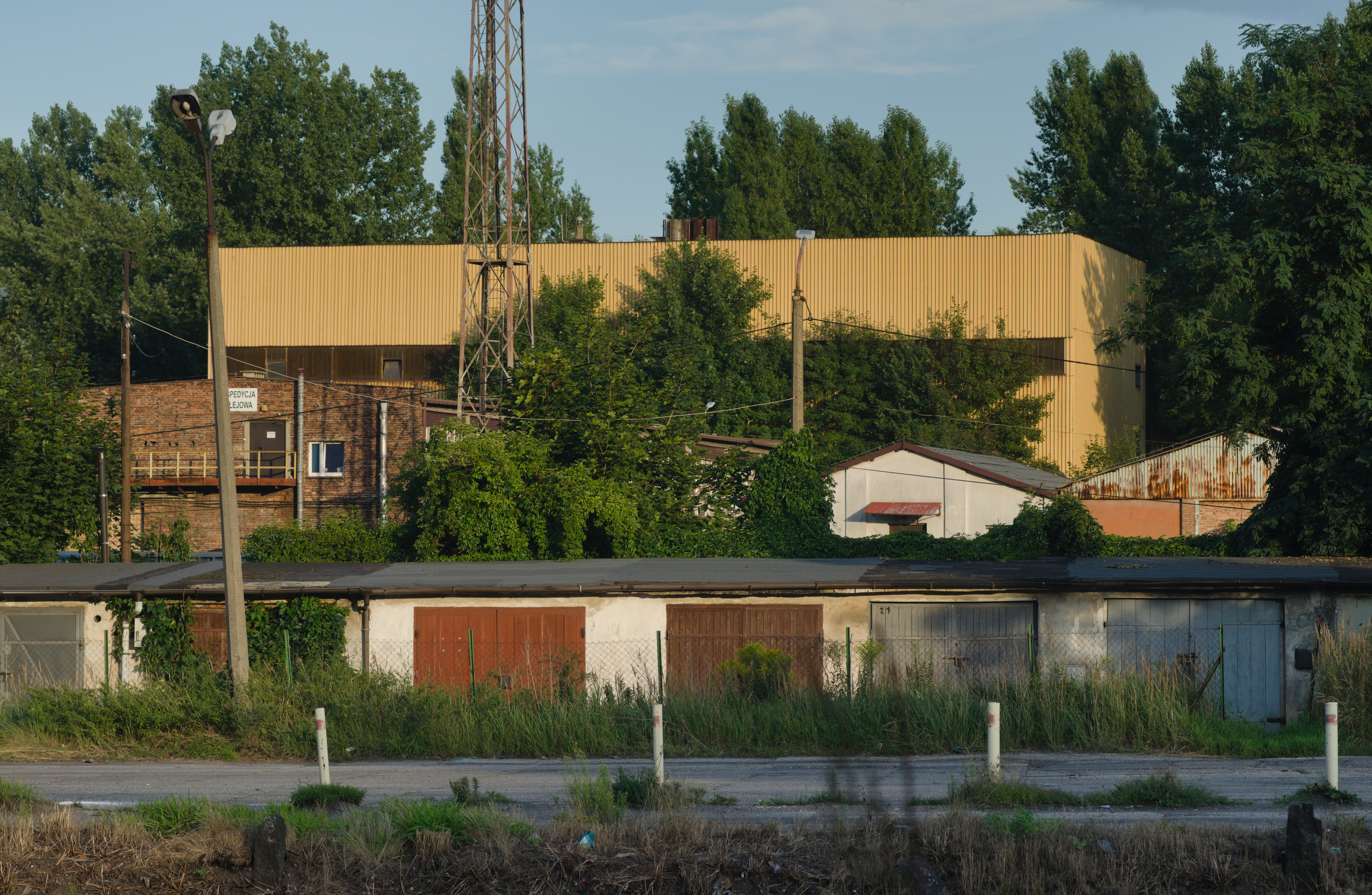
Łaźnia łańcuszkowa „nowa” (2021)

Kompleks zabudowy kopalni „Wujek” znajduje się wzdłuż ulicy W. Pola w Katowicach, w granicach dzielnicy Załęska Hałda-Brynów część zachodnia, w położonej na terenie pierwotniej gminy Brynów Katowickiej Hałdzie. Zespół zamknięty jest w granicach wydłużonego planu pomiędzy linią kolejową nr 139 (od strony północno-zachodniej) a ulicą W. Pola (od strony południowo-wschodniej). Historyczna zabudowa skupiona jest w środkowej części terenu kopalni. 
Na przestrzeni lat spójna, zwarta kompozycja obiektów została zakłócona przez wznoszenie nowych budynków oraz modernizację wyglądu niektórych starszych, np. poprzez tynkowanie elewacji z cegły. Mimo to część zabudowy z okresu powstania kopalni przetrwała, zachowując swój oryginalny wygląd lub poddano jedynie drobnym zmianom.
Według stanu z kwietnia 2025 roku na zespół zabudowy kopalni „Wujek” składają się następujące obiekty historyczne i zabytkowe:
- Nadszybie z wieżą wyciągowa szybu „Krakus” – z 1912 roku i przebudowane w 1960 roku; budynek nadszybia jest bezstylowy, w konstrukcji szkieletowej, stalowej i z wypełnieniem cegłą; wzniesiony na rzucie prostokątnym; trójkondygnacyjny ze spłaszczonym dachem; sama natomiast wieża wyciągowa szybu „Krakus” pochodzi z 1912 roku, posiada konstrukcję stalową, jest jednozastrzałowa, z podwójną parą kół linowych na wspólnym podeście[59],
- Maszynownia szybu „Krakus” – z 1912 roku, w stylu historyzującym; jest to obiekt murowany z cegły, nietynkowany, wzniesiony na rzucie prostokątnym, pierwotnie dwukondygnacyjny i zwieńczony dachem dwuspadowym; elewacja wschodnia jest siedmioosiowa, z podwojonymi lizenami, a w rozdzieleniu pierwotnych kondygnacji znajduje się gzyms z fryzem[59]; budynek wpisany jest do gminnej ewidencji zabytków miasta Katowice[57],
- Sprężarkownia z dawną maszynownią szybu „Lechia” – z 1902 roku w stylu historyzującym; jest to obiekt murowany z cegły, nieotynkowany, wzniesiony na rzucie prostokątnym, z centralnym ryzalitem od północnego-zachodu i dobudówką od południowego-zachodu; dwukondygnacyjny, kryty dachem kombinowanym z nadświetlami i wietrznikami; elewacje budynku są kilkuosiowe, o stałym rytmie osi[60]; budynek wpisany jest do gminnej ewidencji zabytków miasta Katowice[57],
- Kotłownia – z 1902 i 1914 roku w stylu historyzującym z elementami modernizmu; powstały na rzucie złożonym z prostokątów połączonych w układzie litery „T”, z jedną bardzo wysoką kondygnacją, dwusegmentową bryłą z nieznacznie wyższą halą w osi wydłużenia planu; zadaszenie budynku jest spłaszczone, z poprzecznymi świetlikami naw bocznych; budynek posiada cokół z gzymsem, wysokie otwory okienne zamknięte trójbocznie i podwojony gzyms koronujący; w strefie połączenia segmentów znajdują się dwa kominy o wysokości 102 m (wschodni z nich jest pierwotny)[60]; budynek wpisany jest do gminnej ewidencji zabytków miasta Katowice[57],
- Warsztat elektryczny – z 1903 roku w stylu historyzującym; jest to obiekt murowany z cegły, nieotynkowany, wzniesiony na rzucie prostokątnym, jednokondygnacyjny, zwieńczony dachem dwuspadowym, z wietrznikiem w kalenicy; elewacje budynku są trój- i pięcioosiowe; występują tutaj lizeny pomiędzy osiami z połączeniem gzymsem kostkowym[60]; budynek wpisany jest do gminnej ewidencji zabytków miasta Katowice[57],
- Magazyn główny – z 1904 roku w stylu historyzmu z elementami neogotyku; jest to obiekt murowany z cegły, wzniesiony na rzucie prostokątnym, pierwotnie dwukondygnacyjny i o wyrównanych gabarytach; na wydzieleniach kondygnacji znajdują się gzymsy, a w narożach oraz ograniczeniach osi środkowej szczytu lizeny z zamknięciami głowic w strefie dachu; otwory okienne budynku posiadają wąskie łuki ponad nadproża i gzymsy podokienne[61]; budynek wpisany jest do gminnej ewidencji zabytków miasta Katowice[57], a także do rejestru zabytków nieruchomych pod nr. A/459/15 w dniu 13 października 2015 roku[62]; jest on siedzibą Śląskiego Centrum Wolności i Solidarności[56],
- Budynek głównego odwadniania – z 1903 roku w stylu historyzującym; jest to obiekt murowany z cegły, nieotynkowany, wzniesiony na rzucie prostokątnym, o wyrównanym gabarycie bryły, zwieńczony dachem dwuspadowym; posiada lizeny i podwójne gzymsy, a od strony południowo-wschodniej ozdobny szczyt[61],
- Zespół sortowni – z lat 1902 i 1916; są to obiekty bezstylowe, o konstrukcji szkieletowej, stalowej i z wypełnieniem cegłą powyżej przyziemia; wzniesione są na rzucie dwóch odrębnych prostokątów, o złożonych wielosegmentowych bryłach zasadniczo trójkondygnacyjnych z powtarzalnymi dachami dwuspadowymi z nadświetlami[63],
- Warsztat mechaniczny i kuźni – z 1903 roku w stylu historyzmu z elementami neogotyku; jest to obiekt murowany z cegły, nieotynkowany, wzniesiony na rzucie zbliżonym do kwadratu, jednokondygnacyjny, z segmentami równoległymi oraz poprzecznymi; zwieńczony jest dachami dwuspadowymi z wietrznikami i nadświetlami; budynek posiada szczyty z rozetami, lizeny i gzymsy[63]; budynek wpisany jest do gminnej ewidencji zabytków miasta Katowice[57],
- Dyrekcja i cechownia – dwa przylegające do siebie budynki usytuowanie poza terenem kopalni[63]; z 1900 i 1903 roku w stylu historyzującym; są to obiekty murowane z cegły, z czego budynek dyrekcji jest dodatkowo otynkowany; obydwa wzniesione na planie prostokąta; budynek dyrekcji jest czterokondygnacyjny, z symetryczną, trój- i dziewięcioosiową elewacją, z nieznacznie wysunięciem strefy środkowej fasady zamkniętej pełną attyką; budynek cechowni jest cztero- i siedmioosiowy; w podziałach zastosowano lizeny, w zwieńczeniu gzyms, a w przyziemiu cokół[64],
- Wieża wodna – zlokalizowana na południowy-wschód od głównego zakładu; z 1902 roku w stylu historyzującym; jest to obiekt murowany w partii trzonu z cegły, z żelbetowym tamburem, nieotynkowany, wzniesiony na rzucie okręgu, ze zwężającym się trzonem, kielichowo ukształtowanym tamburem i dachem w formie spłaszczonego ostrosłupa[64].

Prócz powyższych obiektów, do rejestru zabytków nieruchomych województwa śląskiego pod nr. A/458/15 z dnia 27 października 2015 roku, a także do gminnej ewidencji zabytków miasta Katowice wpisany jest budynek łaźni łańcuszkowej „nowej”, powstały w 1980 roku.

## Znani pracownicy
- Paweł Bluszcz – górnik kopalni „Wujek”, działacz komunistyczny i związkowy[65],
- Bernard Bugdoł – dyrektor kopalni „Wujek”, poseł na Sejm PRL[66],
- Józef Bolesław Czekalski – górnik kopalni „Wujek”, ofiara pacyfikacji strajku 16 grudnia 1981 roku[55],
- Marian Filipek – dyrektor kopalni „Wujek” w latach 1990–1993[35][67],
- Stefan Gierlotka – członek dozoru górniczego kopalni „Wujek”, inżynier, radny Katowic[68],
- Józef Krzysztof Giza – górnik kopalni „Wujek”, ofiara pacyfikacji strajku 16 grudnia 1981 roku[55],
- Joachim Józef Gnida – górnik kopalni „Wujek”, ofiara pacyfikacji strajku 16 grudnia 1981 roku[55],
- Ryszard Józef Gzik – górnik kopalni „Wujek”, ofiara pacyfikacji strajku 16 grudnia 1981 roku[55],
- Henryk Jaśkiewicz – zawiadowca kopalni „Wujek”, inżynier[69],
- Kazimierz Kik – pracownik kopalni „Wujek”, politolog[70],
- Kazimierz Kluzik – górnik i urzędnik kopalni „Wujek”, działacz społeczny i narodowy[65],
- Bogusław Kopczak – górnik kopalni „Wujek”, ofiara pacyfikacji strajku 16 grudnia 1981 roku[55],
- Jan Ludwiczak – przewodniczący Komisji Zakładowej NSZZ „Solidarność” w kopalni „Wujek”[55],
- Rajmund Moric – pracownik kopalni „Wujek”, poseł na sejm PRL i RP[71],
- Bogdan Musiał – górnik kopalni „Wujek”, historyk[72],
- Lech Osiak – pracownik kopalni „Wujek”, związkowiec działacz opozycji antykomunistycznej[73],
- Grzegorz Osyra – górnik kopalni „Wujek”, prezydent Mysłowic[74],
- Andrzej Pełka – górnik kopalni „Wujek”, ofiara pacyfikacji strajku 16 grudnia 1981 roku[55],
- Stanisław Płatek – górnik, jeden z przywódców strajku w kopalni „Wujek” w 1981 roku[55],
- Brunon Ponikiewski – górnik kopalni „Wujek”, działacz opozycji antykomunistycznej[75],
- Jan Przykling – sztygar kopani „Wujek”, działacz niepodległościowy, poseł na Sejm RP[65],
- Adam Skwira – górnik, jeden z przywódców strajku w kopalni „Wujek” w 1981 roku[55]
- Jan Stawisiński – górnik kopalni „Wujek”, ofiara pacyfikacji strajku 16 grudnia 1981 roku[55]
- Jan Szlachta – sztygar kopalni „Wujek”, minister górnictwa i energetyki, poseł na Sejm PRL[76],
- Jan Tomaszewski – pracownik kopalni „Wujek”, ofiara zbrodni katyńskiej[77],
- Jerzy Wartak – górnik, jeden z przywódców strajku w kopalni „Wujek” w 1981 roku[55],
- Zbigniew Wilk – górnik kopalni „Wujek”, ofiara pacyfikacji strajku 16 grudnia 1981 roku[55],
- Konstanty Woźniczka – wozak kopalni „Wujek”, działacz narodowy[65],
- Franciszek Wszołek – dyrektor kopalni „Wujek” w latach 1955–1959, działacz partyjny, państwowy i sportowy[78],
- Zenon Zając – górnik kopalni „Wujek”, ofiara pacyfikacji strajku 16 grudnia 1981 roku[55].